# Ostașivți, Zboriv
Ostașivți (în ucraineană Осташівці) este localitatea de reședință a comunei Ostașivți din raionul Zboriv, regiunea Ternopil, Ucraina.

## Demografie
Componența lingvistică a localității Ostașivți
     Ucraineană (100%)
Conform recensământului din 2001, toată populația localității Ostașivți era vorbitoare de ucraineană (100%).